# Gosseldingen
Gosseldingen (luxemburgisch Gousseldeng oder Goussel) ist eine kleine Ortschaft, die der Gemeinde Lintgen zugehört und im Kanton Mersch in Luxemburg liegt. Im Jahre 2013 hatte es 542 Einwohner. Die Autobahn 7 verläuft westlich, 400 Meter entfernt. Durch Gosseldingen fließt die Alzette.